# North Hampton (Ohio)
North Hampton es una villa ubicada en el condado de Clark en el estado estadounidense de Ohio. En el Censo de 2010 tenía una población de 478 habitantes y una densidad poblacional de 427,21 personas por km².

## Geografía
North Hampton se encuentra ubicada en las coordenadas 39°59′19″N 83°56′40″O / 39.98861, -83.94444. Según la Oficina del Censo de los Estados Unidos, North Hampton tiene una superficie total de 1.12 km², de la cual 1.12 km² corresponden a tierra firme y (0%) 0 km² es agua.

## Demografía
Según el censo de 2010, había 478 personas residiendo en North Hampton. La densidad de población era de 427,21 hab./km². De los 478 habitantes, North Hampton estaba compuesto por el 96.86% blancos, el 0% eran afroamericanos, el 0.21% eran amerindios, el 0.21% eran asiáticos, el 0% eran isleños del Pacífico, el 0.21% eran de otras razas y el 2.51% pertenecían a dos o más razas. Del total de la población el 1.05% eran hispanos o latinos de cualquier raza.